# Baduizm
| Críticas profissionais | Críticas profissionais |
| Avaliações da crítica  | Avaliações da crítica  |
| Fonte                  | Avaliação              |
| ---------------------- | ---------------------- |
| Allmusic               | [ 3 ]                  |
| Chicago Tribune        | [ 4 ]                  |
| Entertainment Weekly   | A                      |
| Los Angeles Times      | favorável              |
| Q                      | [ 7 ]                  |
| Rolling Stone          | [ 8 ]                  |
| USA Today              | [ 9 ]                  |
| Vibe                   | favorável              |
| The Village Voice      | favorável              |
| Yahoo! Music           | favorável              |

Baduizm é o primeiro álbum de estúdio da cantora americana de R&B e neo soul Erykah Badu, lançado em 11 de Fevereiro de 1997 pelo selo musical Kedar Records. As seções de gravação ocorreram durante Janeiro e Outubro de 1996 no Battery Studios em New York City, Sigma Sounds & Ivory Studios em Philadelphia, e Dallas Sound Lab em Dallas. A produção foi tratada por Badu, Madukwu Chinwah, John Meredith, James Poyser, e The Roots. Baduizm serve como um marco no gênero neo soul, já que ajudou a desenvolver sua popularidade e e visibilidade comercial na época de lançamento do álbum.
O álbum foi um grande sucesso de público e de crítica e estabeleceu a cantora como uma das melhores intérpretes emergentes do neo soul, e consigo trouxe de volta a simplicidade do gênero do início da década de 1970. O disco emplacou o single "On & On" na posição #12 da parada de singles Billboard Hot 100. Baduizm rendeu a cantora o Grammy nas categorias de Melhor Álbum de R&B e Melhor Performance Vocal Feminina de R&B pelo single "On & On". O disco também rendeu mais três singles as faixas "Next Lifetime", "Otherside of the Game" e "Appletree". Baduizm emplacou na #2 posição da parada de álbuns Billboard 200.

## Faixas
1. "Rimshot (Intro)" (Erykah Badu, Madukwu Chinwah) - 1:56
2. "On & On" (Badu, Jaborn Jamal) - 3:45
3. "Appletree" (Badu, Robert Bradford) - 4:25
4. "Otherside of the Game" (Badu, Bro Questlove, Richards Nichols, James Poyser, The Roots) - 6:33
5. "Sometimes [Mix #9]" (Badu, Nichols, Poyser, The Roots) - 0:44
6. "Next Lifetime" (Badu, A. Scott) - 6:26
7. "Afro" (Badu, Jahphar Barron, Poyser) - 2:04
8. "Certainly" (Badu, Chinwah) - 4:43
9. "4 Leaf Clover" (David Lewis, Wayne Lewis) - 4:34
10. "No Love" (Badu, Bradford) - 5:08
11. "Drama" (Badu, Ty Macklin) - 6:02
12. "Sometimes…" (Badu, Nichols, Poyser, The Roots) - 4:10
13. "Certainly [Flipped It]" (Badu, Chinwah) - 5:26
14. "Rimshot (Outro)" (Badu, Chinwah) - 2:19

Edição especial com faixas bônus
1. "On & On (Jazz Mix)"
2. "On & On (Da Boom Squad Remix)"
3. "Appletree (2B3 Summer Vibes Mix)"
4. "Appletree (Live @ The Jazz Cafe)"
5. "Next Lifetime (Linslee Remix)"
6. "A Child with the Blues" (ft. Terence Blanchard)

## Paradas

### Álbum
| Parada (1997)                       | Melhor posição |
| ----------------------------------- | -------------- |
| Swedish Albums Chart                | 7              |
| UK Albums Chart                     | 17             |
| US Billboard 200                    | 2              |
| US Billboard Top R&B/Hip-Hop Albums | 1              |

### Singles
| Ano  | Single  | Parada                                          | Melhor posição |
| ---- | ------- | ----------------------------------------------- | -------------- |
| 1997 | On & On | US Billboard Hot 100                            | 12             |
| 1997 | On & On | US Billboard Hot R&B/Hip-Hop Singles & Tracks   | 1              |
| 1997 | On & On | US Billboard Dance/Club Play Songs              | 3              |
| 1997 | On & On | US Billboard Hot Dance Music/Maxi-Singles Sales | 9              |
| 1997 | On & On | US Billboard Rhythmic Top 40                    | 23             |